# Tarimska zavala
Tarimska zavala je zavala na zapadu Kine, u kineskoj pokrajini Xinjiang. Tarimska zavala ima površinu veću od 400 000 km2. Na sjever se prostire od planinskog lanca Tanšan, a na jug do lanca Kunlun koji ujedno čini i sjeverni rub Tibetanske visoravni. Zavalom dominira pustinja Takla Makan.

## Vanjske poveznice
|  | Zajednički poslužitelj ima još gradiva o temi Tarimska zavala |